# Ostreville Churchyard
Ostreville Churchyard is een begraafplaats gelegen in de Franse plaats Ostreville (Pas-de-Calais). De militaire graven worden onderhouden door de Commonwealth War Graves Commission.
De begraafplaats telt 1 geïdentificeerd Gemenebest graf uit de Eerste Wereldoorlog.